# الغ‌بیگ علیموف
الغ‌بیگ علیموف (انگلیسی: Ulugbek Alimov؛ زادهٔ ۶ آوریل ۱۹۸۹) وزنه‌بردار است.